# Coeliccia borneensis
Coeliccia borneensis är en trollsländeart som först beskrevs av Selys 1886.  Coeliccia borneensis ingår i släktet Coeliccia och familjen flodflicksländor. IUCN kategoriserar arten globalt som otillräckligt studerad. Inga underarter finns listade i Catalogue of Life.